# 琴似駅 (JR北海道)
琴似駅（ことにえき）は、北海道札幌市西区琴似2条1丁目にある、北海道旅客鉄道（JR北海道）函館本線の駅である。駅番号はS03。電報略号はコト。事務管理コードは▲130122。
ホームライナーを除く全ての定期旅客列車が停車する。札幌市営地下鉄東西線にも同名の琴似駅があるが、当駅からは約800m離れた位置にあり直結しておらず、乗換駅とはなっていない。

## 歴史

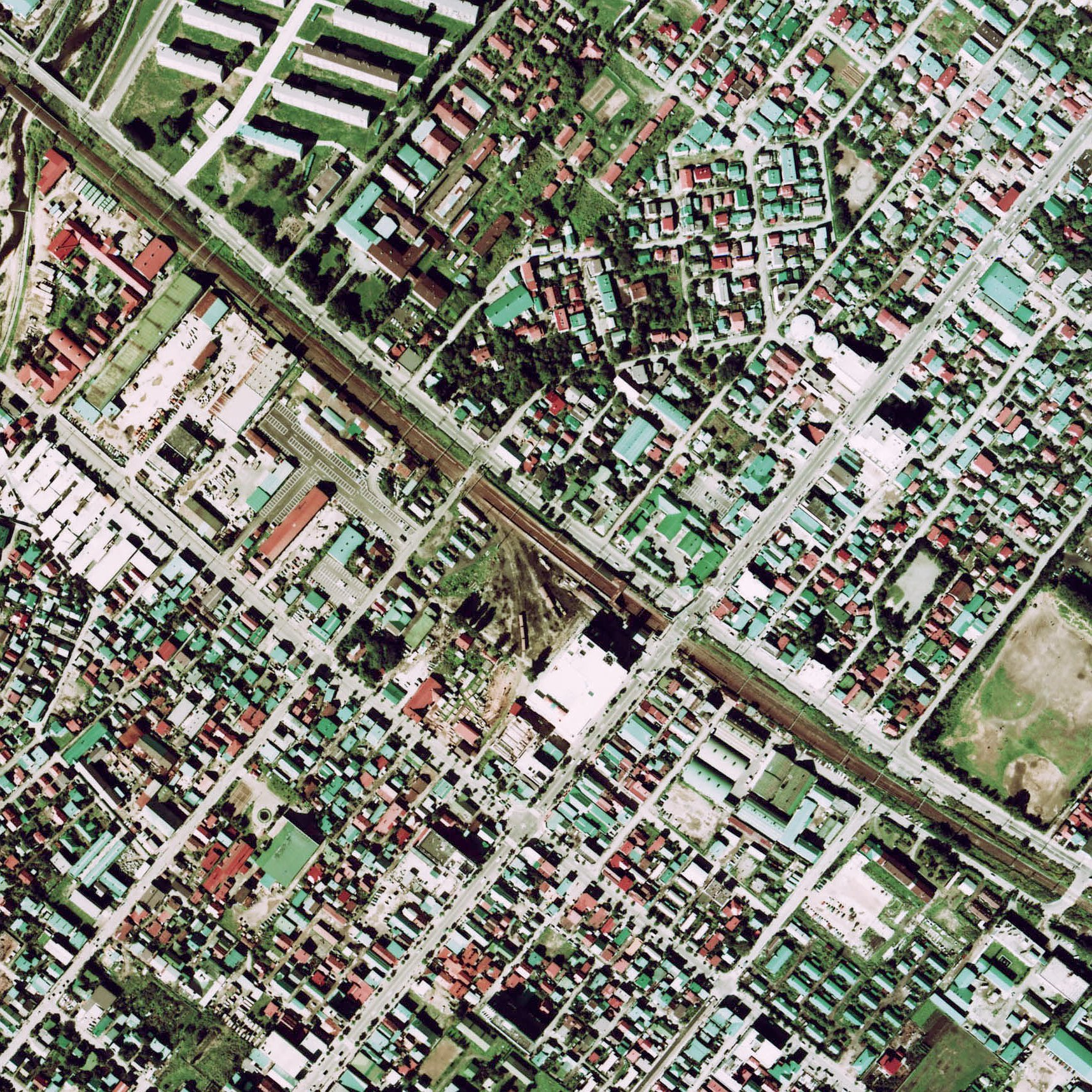
1976年の琴似駅と周囲750m範囲。左上が小樽方面。駅舎は琴似栄町通踏切側にあり、現在の駅前広場に当たる位置には貨物上屋のある櫛型貨物ホームと引込線、その外に貯炭場と2本の引込線が見える。間に中線を挟む相対式ホーム2面2線を有し、その他見難いが琴似栄町通踏切の右側駅裏に踏切手前まで保線用側線がある。

付近に兵村を作っていた屯田兵の嘆願書を受けて開業した。当初は乗客があるときだけ旗の合図で停車する簡易停車場（フラグ・ステーション）で、駅舎は5月に6坪のものが建てられた。戦後に札幌郊外に住宅地が広がるにつれて乗客が増加した。

### 年表
- 1880年（明治13年）11月28日：官営幌内鉄道の駅（フラグ・ステーション）として開業[1]。
- 1883年（明治16年）?月?日：休止[1]。
- 1884年（明治17年）?月?日：営業再開[1]。
- 1889年（明治22年）12月11日：北海道炭礦鉄道に譲渡[1]。
- 1906年（明治39年）10月1日：北海道炭礦鉄道の鉄道路線国有化により、官設鉄道に移管[1]。
- 1936年（昭和11年）10月8日：昭和天皇の北海道巡幸。札幌駅 - 琴似駅間でお召し列車が往復で運行。記念切符「北海道行幸記念乗車券」（琴似駅-札幌駅往復）が発売[4]。
- 1965年（昭和40年）3月：歩道橋設置。
- 1978年（昭和53年）10月2日：貨物取り扱い廃止[1]。
- 1982年（昭和57年）：高架工事に伴い木造駅舎が解体され、数百m発寒側の新駅舎へ移転。
- 1985年（昭和60年）3月14日：荷物取扱い廃止[1]。
- 1987年（昭和62年）4月1日：国鉄分割民営化により、北海道旅客鉄道（JR北海道）の駅となる[1]。
- 1988年（昭和63年）11月3日：高架開業[新聞 2]。駅南側（琴似栄町通）の「開かずの踏切」問題が解消した。
- 1998年（平成10年）10月24日：自動改札機設置[新聞 2][5]。
- 2000年（平成12年）3月11日：快速列車（エアポート・いしかりライナー・ニセコライナー）が当駅に停車するようになる。
- 2002年（平成14年）：改修して現在の駅舎となる。
- 2006年（平成18年）4月1日：ツインクルプラザ（JR旅行センター）営業開始[報道 1][6]。
- 2007年（平成19年）10月1日：駅ナンバリングを実施（S03）[報道 2]。
- 2008年（平成20年）10月25日：ICカードKitaca使用開始[報道 3]。
- 2014年（平成26年）8月30日：駅構内全面禁煙化[報道 4]。
- 2015年（平成27年）10月20日：指定席券売機導入。
- 2016年（平成28年）
  - 3月31日：ツインクルプラザ（JR旅行センター）営業終了[報道 5][新聞 3]。
  - 11月1日：駅業務委託化[新聞 1][報道 6]。

## 駅構造
島式ホーム1面2線とホームの無い折り返し線を有する高架駅。ホームは隣の桑園駅・札幌駅と同様に屋根・壁で覆われている。
北海道ジェイ・アール・サービスネットが駅業務を行う業務委託駅。手稲駅が管理する。みどりの窓口・自動券売機・指定席券売機・話せる券売機・自動改札機設置、またキヨスク運営のセブンイレブン北海道STJR琴似店を有する。
駅の出入口は南西側に開き、東口・西口がある。南の正面には駅前広場があり、右（西）に琴似タワー、正面（南西）にCiiNA CiiNA 琴似と5588KOTONIがある。北方面には高架下をくぐって裏に回る。
運転士への注意を促すため、駅手前には「快速停車」と表記された目立つ標識が設置されている。これは2000年3月のダイヤ改正以前は当駅に快速列車が停車していなかったためである。

### のりば
| 番線 | 路線      | 方向 | 行先                         |
| ---- | --------- | ---- | ---------------------------- |
| 1    | ■函館本線 | 上り | 手稲・小樽・倶知安方面       |
| 2    | ■函館本線 | 下り | 札幌・岩見沢・新千歳空港方面 |

（出典：JR北海道:駅の情報検索）

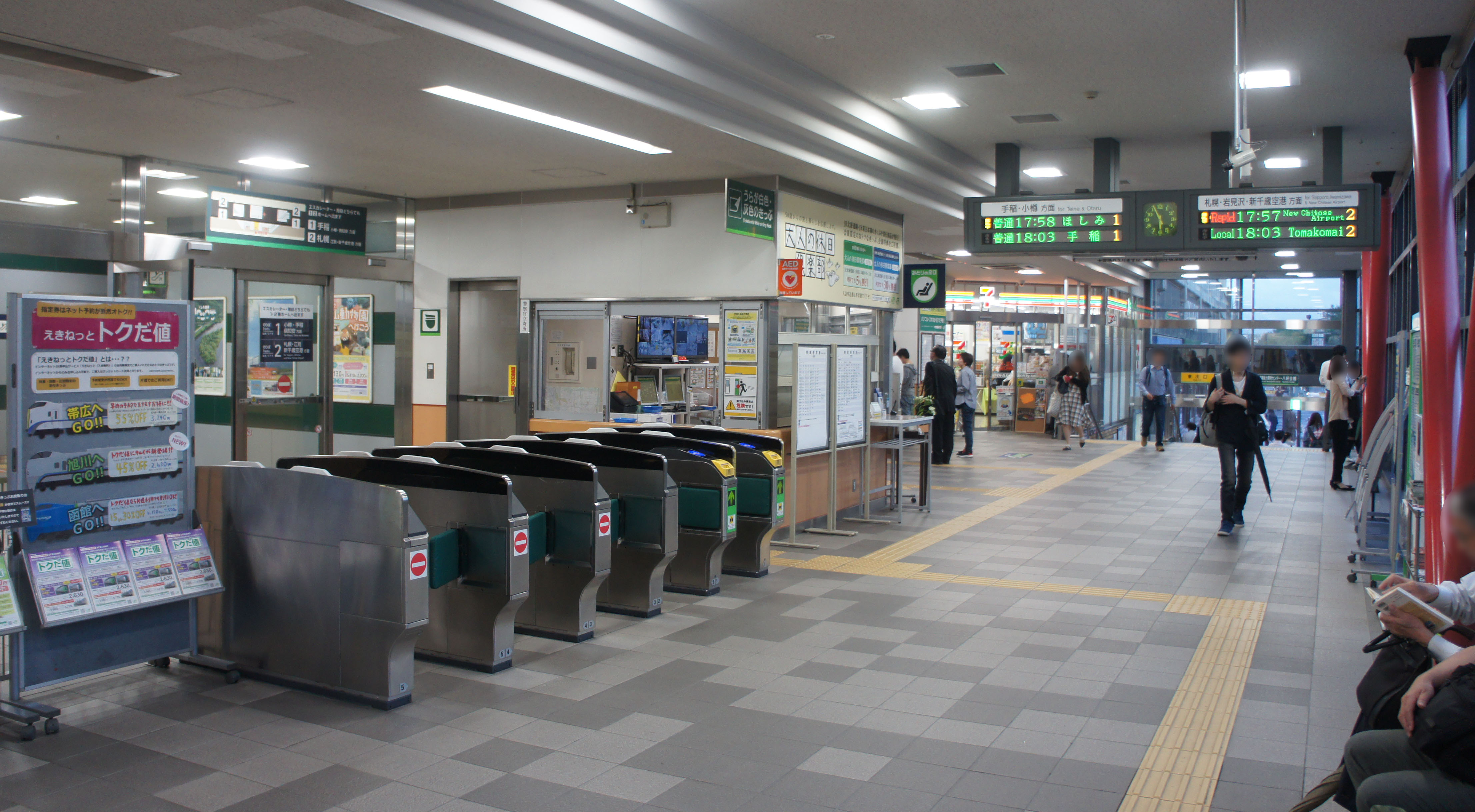
改札口（2018年8月）
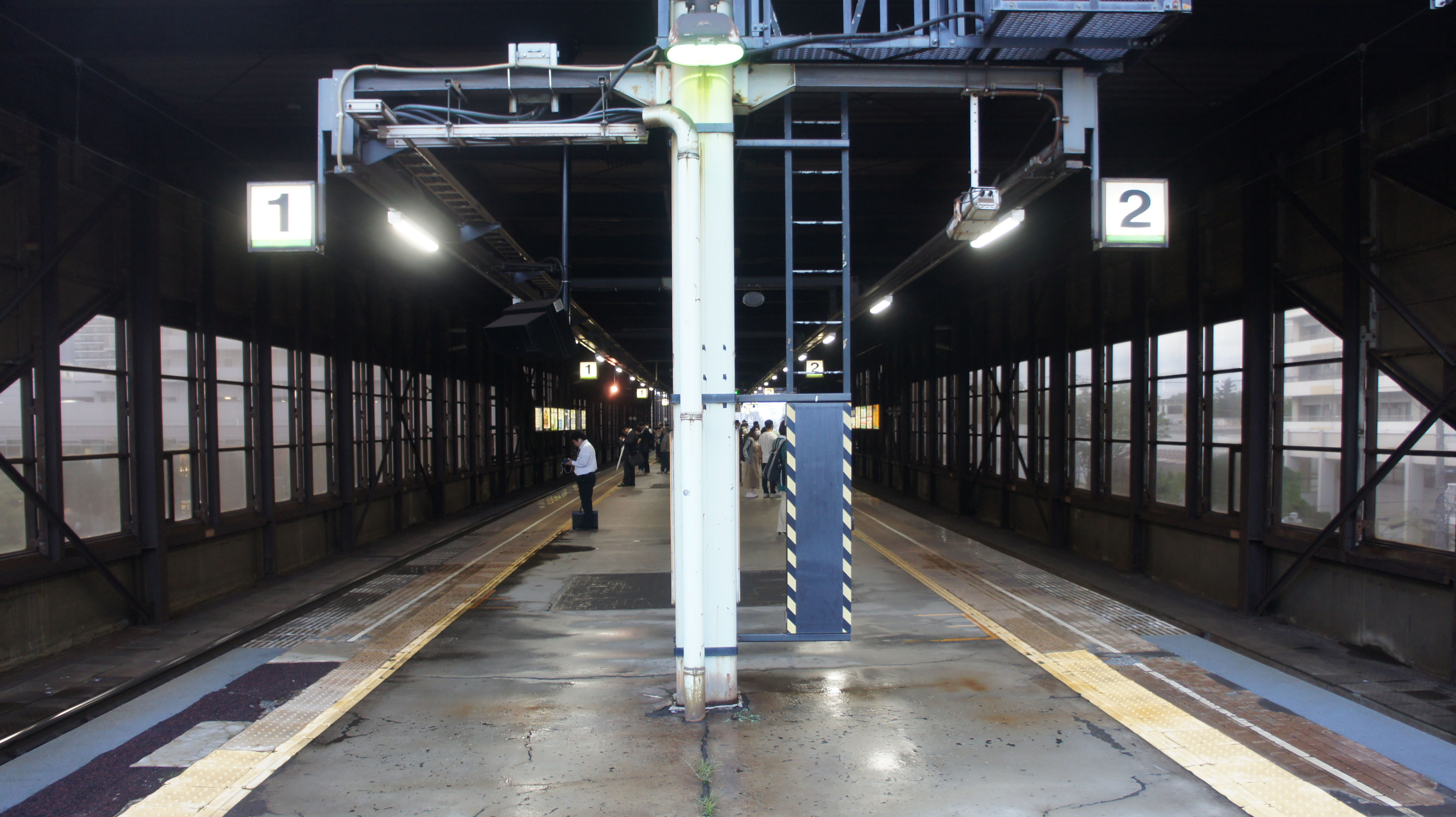
ホーム（2018年8月）
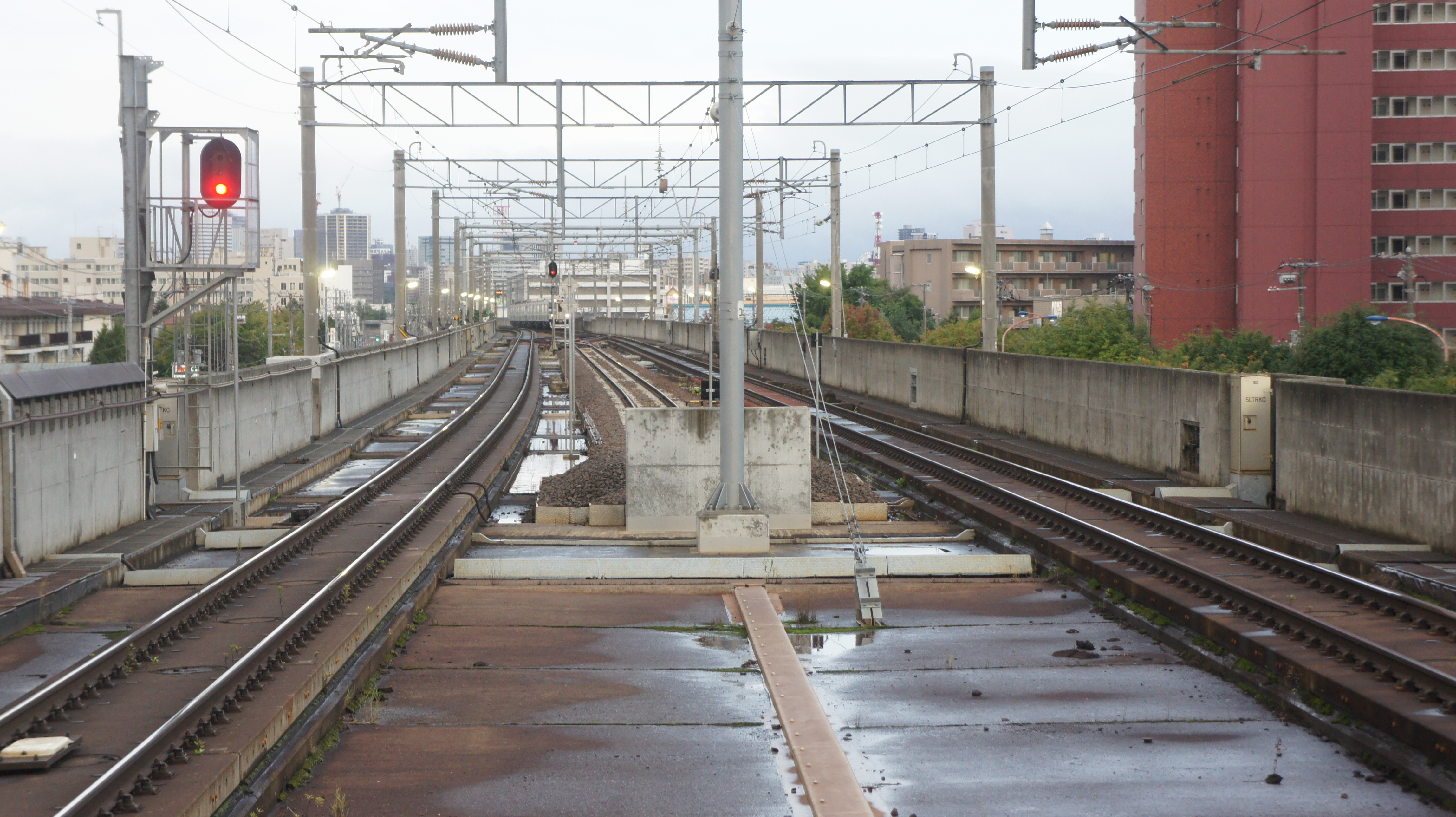
桑園方面を望む（2018年8月）

## 利用状況
北海道旅客鉄道によると、2023年度の1日平均の乗車人員は9,910人で、JR北海道の駅の中で6番目に利用者数が多い駅となっている。
近年の1日平均乗車人員の推移は以下のとおりである。
| 年度               | 1日平均 乗車人員 | 出典       |
| ------------------ | ---------------- | ---------- |
| 1970年（昭和45年） | 4,494            | [ 8 ]      |
| ：                 |                  |            |
| 1975年（昭和50年） | 5,741            | [ 8 ]      |
| ：                 |                  |            |
| 1980年（昭和55年） | 4,690            | [ 8 ]      |
| ：                 |                  |            |
| 1985年（昭和60年） | 5,426            | [ 8 ]      |
| ：                 |                  |            |
| 1990年（平成02年） | 7,005            | [ 8 ]      |
| ：                 |                  |            |
| 1995年（平成07年） | 8,594            | [ 8 ]      |
| ：                 |                  |            |
| 2000年（平成12年） | 8,292            | [ 8 ]      |
| 2001年（平成13年） | 8,558            | [ 8 ]      |
| 2002年（平成14年） | 8,959            | [ 8 ]      |
| 2003年（平成15年） | 9,317            | [ 8 ]      |
| 2004年（平成16年） | 9,721            | [ 8 ]      |
| 2005年（平成17年） | 10,234           | [ 8 ]      |
| 2006年（平成18年） | 10,781           | [ 8 ]      |
| 2007年（平成19年） | 10,887           | [ 8 ]      |
| 2008年（平成20年） | 11,023           | [ 8 ]      |
| 2009年（平成21年） | 10,995           | [ 8 ]      |
| 2010年（平成22年） | 11,075           | [ 8 ]      |
| 2011年（平成23年） | 11,289           | [ 8 ]      |
| 2012年（平成24年） | 11,312           | [ 8 ]      |
| 2013年（平成25年） | 11,501           | [ 8 ]      |
| 2014年（平成26年） | 11,544           | [ 8 ]      |
| 2015年（平成27年） | 11,518           | [ 8 ]      |
| 2016年（平成28年） | 11,677           | [ 8 ]      |
| 2017年（平成29年） | 11,692           | [ 新聞 4 ] |
| 2018年（平成30年） | 11,686           | [ 8 ]      |
| 2019年（令和元年） | 11,592           | [ 8 ]      |
| 2020年（令和02年） | 8,977            | [ 9 ]      |
| 2021年（令和03年） | 8,939            | [ 10 ]     |
| 2022年（令和04年） | 9,501            | [ 11 ]     |
| 2023年（令和05年） | 9,910            | [ 7 ]      |

## 駅周辺
当駅の南西側は札幌市西区の中心的な繁華街であり、大型店としてはCiiNA CiiNA 琴似（旧イトーヨーカドー琴似店）がある。北海道道276号琴似停車場線（琴似栄町通・通称は琴似本通り）が、駅の南東で函館本線の高架下をくぐり、北東から南西に走る。この通り沿いに、商店街が約700m南側の地下鉄琴似駅まで続いている。周辺は住宅地で、高層マンションが林立し、中層の集合住宅も多い。
北東側（八軒側）には比較的商店が少ない。昭和初期に日本食品の缶詰工場と事務所、倉庫などの建築群が建てられた。21世紀初めまで、煉瓦造りの工場が喫茶店「レンガの館」（サッポロ珈琲館が改称）として、また元倉庫が劇場「コンカリーニョ」として利用されていた。2007年には当駅のすぐ北側に電器店のコジマ札幌琴似店（2015年1月時点ではすでに閉店、現在はツルハドラッグ琴似駅東口店、ブランド家具ギャラリーbyスイデコ等が入居）がオープンし、徐々に再開発が進みつつある。近年は周辺再開発などで南口には「ヴェルビュタワー琴似」（地上30階建、2002年竣工）、北口には「ザ・サッポロタワー琴似」（40階建、2006年竣工）や「プレミスト琴似スカイクロスタワー」（40階建、2013年竣工）など超高層マンションや商業施設が相次いで建設され、景観が大きく変わった。
2002年に利用者増加に対応した改修が行われた。バリアフリーに対応し、エスカレータ・エレベータが設置されたほか、2004年には、ヴェルビュタワー琴似、イトーヨーカドー琴似店（現：CiiNA CiiNA 琴似）と駅とが屋根付きのペデストリアンデッキで結ばれ、冬期間も外に出る事なく行き来することができるようになった。後に、2006年に開業した複合商業施設「コルテナI」や、「ザ・サッポロタワー琴似」「プレミスト琴似スカイクロスタワー」にもペデストリアンデッキが接続されている。

### 公共施設・金融機関
- 札幌市営地下鉄東西線琴似駅
- JR札沼線（学園都市線）八軒駅
- 西警察署琴似駅前交番
- 札幌市西健康づくりセンター
- 琴似駅前郵便局
- 札幌八軒一条郵便局
- 北海道信用金庫 琴似支店
- 空知信用金庫 琴似支店
- 旭川信用金庫 琴似支店
- 北海道銀行八軒支店
- 北洋銀行琴似中央支店
- 札幌市農業協同組合（JAさっぽろ）琴似支店
- 坂泌尿器科病院

### 商業施設
- CiiNA CiiNA 琴似
- 5588KOTONI
- QBハウスJR琴似駅店
- ツルハ琴似駅東口店
- ブランド家具ギャラリーbyスイデコ
- ゲオ文教堂札幌琴似店
- キャンドゥ琴似駅前店
- サイゼリヤ札幌琴似駅前店
- 大戸屋JR琴似店
- びっくりドンキー琴似店
- 松屋琴似店
- 琴似駅前場外発売所（J-PLACE琴似駅前）
- 琴似グリーンホテル
- 琴似栄町通商店街
- 業務スーパー 八軒店
- コルテナI - 西方向近隣。琴似駅とは、イトーヨーカドー琴似店など数棟の商業施設・公共施設・ホテル施設を間に挟み（屋根および壁と窓付きの）ペディストリアンデッキ通路で直結されている。主なテナントはトライアル、ローソン、各種飲食店、会員制スポーツクラブなど。

### その他
- 北海道警察本部琴似庁舎
- 北海道警察本部琴似留置所

## バス路線
路線は2020年4月1日現在。全ての路線がジェイ・アール北海道バス。路線詳細は琴29は札樽線、その他は琴似営業所を参照。
南口ロータリー内
- 琴29：宮の沢駅前（宮の沢バスターミナル）行
- 琴41：五天山公園・福井えん堤前行
- 琴42：平和の滝入口行（お盆期間は手稲平和霊園まで延長運行[13]）
- 琴43：中洲橋行

駅北側路上停留所
- 52：札幌駅前行・琴似工業高校前行

駅南側路上（琴似栄町通沿）
- 琴40・琴46：地下鉄琴似駅前・琴似営業所前行
- 琴40：宮の沢駅前行
- 琴46：麻生駅（麻生バスターミナル）行

## その他
「札幌市自転車等の放置の防止に関する条例」により、2007年7月1日より当駅周辺は自転車等放置禁止区域に指定された。当駅周辺で駐輪場以外に自転車を止めると撤去の対象となる。なおこれにともない、南口ロータリー内に駐輪場が新たに設置された。

## 隣の駅
北海道旅客鉄道（JR北海道）
■函館本線

発寒中央駅 (S04) - 琴似駅 (S03) - 桑園駅 (S02)